# 谢小军
谢小军（1950年—），男，汉族，重庆合川人，研究生，理学博士，教授。中华人民共和国政治人物、第十二届全国人民代表大会重庆地区代表。

## 生平[1][2]
- 1950年12月生
- 1969年9月至1973年9月系四川省合川县临渡公社知青。
- 1973年9月至1975年7月就读于四川江津师范学校。
- 1975年至1978年先后在四川合川肖家学校、合川师范学校任教。
- 1978年3月至1978年9月 四川省合川县师范学校教师。
- 1978年至1982年就读于北京师范大学生物系，获学士学位。
- 1982年至1985年在西南师范大学生物系攻读研究生，获硕士学位。
- 1985年至1986年任西南师范大学生物系助教。
- 1986年至1989年在北京师范大学生物系攻读研究生，获博士学位。
- 1989年8月至1992年12月聘为西南师范大学讲师。
- 1992年12月至2000年11月聘为西南师范大学生物系教授（期间：1993年至1995年赴英国斯特灵大学水产科学研究所做博士后研究员；1998年至1999年赴美国迈阿密大学海洋学院做高级访问学者）。
- 1995年6月加入九三学社。
- 1996年5月任水产科学研究所所长。
- 1997年5月兼九三学社重庆市委副主委。
- 1997年8月聘为博士生导师。
- 2000年至2003年任重庆市人民政府农村工作办公室副主任。
- 2002年4月至2003年1月任九三学社重庆市委主委，市农办副主任。2002年12月任九三学社第十一届中央委员会常委[3]。
- 2003年至2011年任重庆市人民政府副市长。
- 2011年任重庆市政协副主席。
- 2012年12月至2017年12月担任九三学社第十三届中央委员会副主席[4]。
- 2017年1月18日，重庆市政协四届五次会议举行第三次大会，通过了谢小军辞去政协重庆市第四届委员会副主席的决定[5]。

曾任九三学社第十届中央委员会委员、第十一届中央委员会常委、第十二届中央委员会副主席；重庆市第一届委员会副主委，第二、三届委员会主委。第十届全国政协委员，重庆市第一届政协常委；第十一届全国人大代表，重庆市第二届人大代表。

## 发表的讲话稿件[2]
- 谢小军：落实“5个必须坚持”[6]
- 谢小军：将城镇低收入家庭纳入“家电下乡”补贴范围[7]
- “五一口号”的历史贡献[8]